# Typhlosaurus
Genre
Typhlosaurus est un genre de sauriens de la famille des Scincidae.

## Répartition
Les espèces de ce genre se rencontrent en Afrique australe.

## Liste des espèces
Selon The Reptile Database (19 décembre 2012) :
- Typhlosaurus braini Haacke, 1964
- Typhlosaurus caecus (Cuvier, 1817)
- Typhlosaurus lomiae Haacke, 1986
- Typhlosaurus meyeri Boettger, 1894
- Typhlosaurus vermis Boulenger, 1887

## Publication originale
- Wiegmann, 1834 : Herpetologia mexicana, seu Descriptio amphibiorum Novae Hispaniae quae itineribus comitis De Sack, Ferdinandi Deppe et Chr. Guil. Schiede in Museum zoologicum Berolinense pervenerunt. Pars prima saurorum species amplectens, adjecto systematis saurorum prodromo, additisque multis in hunc amphibiorum ordinem observationibus. Lüderitz, Berlin, p. 1-54 (texte intégral).